# Милевичи (Гомельская область)
Милевичи (бел. Мілевічы) — деревня, центр Милевичского сельсовета Житковичского района Гомельской области Белоруссии.
На юге, севере и западе граничит с лесом.

## География

### Расположение
В 74 км на северо-запад от Житковичей, 19 км от железнодорожной станции Микашевичи (на линии Лунинец — Калинковичи), 307 км от Гомеля.

### Гидрография
На реке Случь (приток реки Припять).

## Транспортная сеть
Транспортные связи по просёлочной, затем автомобильной дороге Микашевичи — Слуцк. Планировка состоит из почти прямолинейной меридиональной улицы, к центру которой с запада присоединяются 2 прямолинейные улицы, с востока — 3 переулка. Застройка двусторонняя, неплотная, деревянная, усадебного типа. В 1987 году построены 49 кирпичных домов коттеджного типа, в которых разместились преселенцы из мест загрязнённых радиацией в результате катастрофы на Чернобыльской АЭС.

## История
Согласно письменных источников известна с XVI века как деревня в Новогрудском воеводстве Великого княжества Литовского. После 2-го раздела Речи Посполитой (1793 год) в составе Российской империи. Инвентарь 1805 года свидетельствует о Милевичах как об очень малом населённом пункте. В 1801 году построена деревянная Иоаннобогословская церковь. В 1811 году мужского пола. Согласно инвентаря 1839 года в составе поместья Ленина, во владении князя Л. П. Витгенштейна. В 1884 году церковь, церковно-приходская школа. В 2-й половине 1890-х годов Западная экспедиция И. И. Жилинского проводила здесь мелиоративные работы. Согласно переписи 1897 года находились хлебозапасный магазин, мельница, трактир. В 1908 году в Ленинской волости Мозырского уезда Минской губернии.
Во время Великой Отечественной войны в конце января 1943 года в деревне прошло совещание командиров и комиссаров украинских и белорусских партизан, которые действовали в этом регионе, с докладом выступил С. А. Ковпак. 15 февраля 1943 года немецкие оккупанты убили 400 жителей (похоронены в могиле жертв фашизма на восточной окраине) и полностью сожгли деревню. 75 жителей погибли на фронте. Согласно переписи 1959 года центр совхоза «Случь». Действуют лесничество, швейная и сапожная мастерские, средняя школа, Дом культуры, библиотека, фельдшерско-акушерский пункт, отделение связи, столовая, 3 магазина, детские ясли-сад.

## Население

### Численность
- 2004 год — 281 хозяйство, 691 житель.

### Динамика
- 1811 год — 46 дворов, 139 жителей.
- 1884 год — 315 жителей.
- 1897 год — 34 двора, 614 жителей (согласно переписи).
- 1908 год — 90 дворов, 689 жителей.
- 1940 год — 164 двора, 827 жителей.
- 1959 год — 1110 жителей (согласно переписи).
- 2004 год — 281 хозяйство, 691 житель.

## Культура
- Дом культуры

## События и мероприятия
- Народный праздник «Купалле» (6 июля 2025).